# میوازرول
میوازرول (به انگلیسی: Mivazerol) با فرمول شیمیایی C۱۱H۱۱N۳O۲ یک ترکیب شیمیایی با شناسه پاب‌کم ۶۰۷۸۴ است. که جرم مولی آن ۲۱۷٫۲۲ g/mol می‌باشد. 